# 流刑小屋 (五箇山)

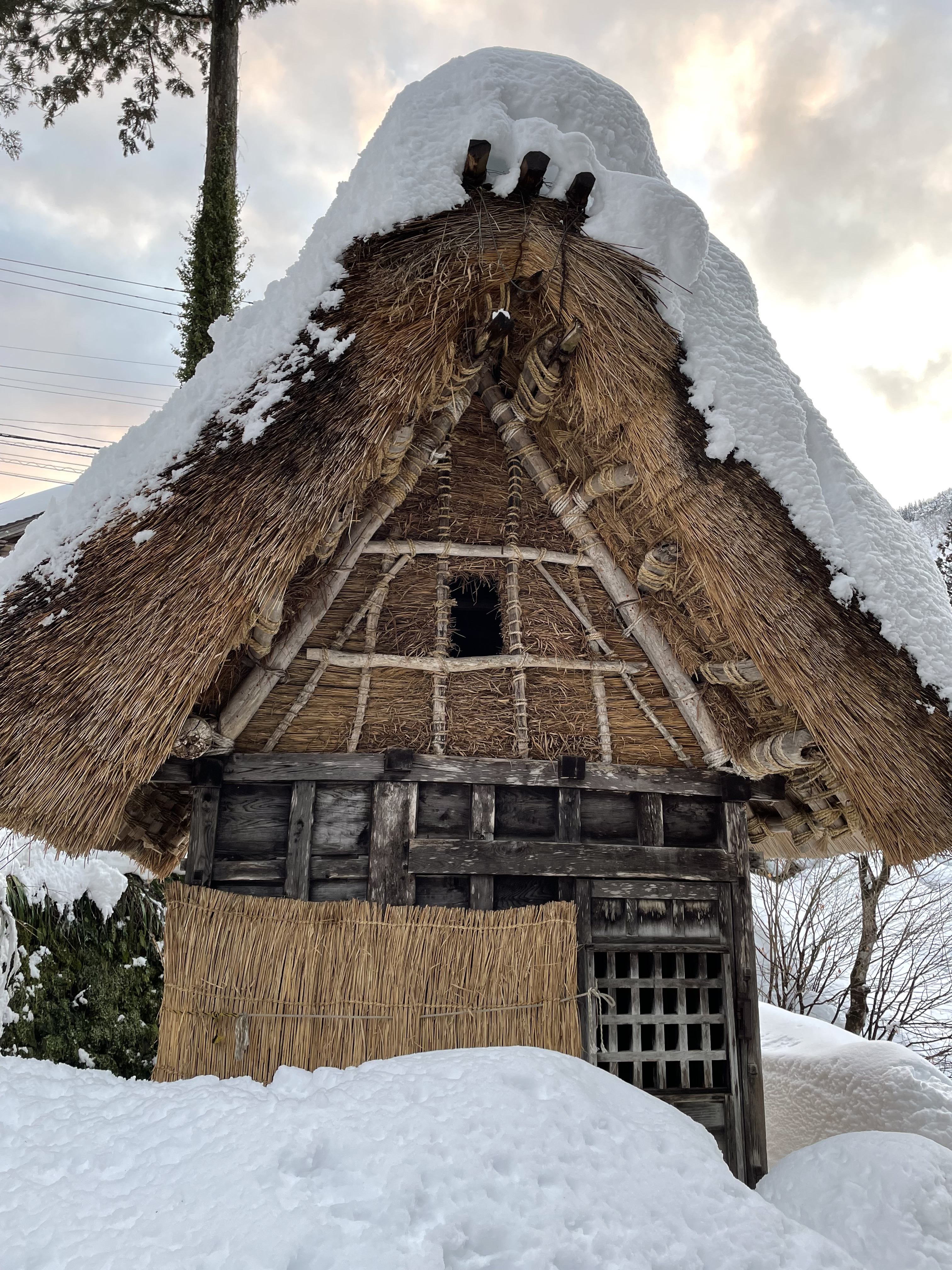
南砺市田向の流刑小屋(冬期撮影)

加賀藩の流刑地とされていた五箇山の庄川右岸7ヵ村には、それぞれ流刑小屋（るけいごや）が設けられていた。加賀藩の解体後、ほとんどの流刑小屋は失われたが、現富山県南砺市（旧平村）田向地区には復元された流刑小屋が現存し、市および県の有形民俗文化財に指定されている。

## 流刑地としての五箇山
五箇山地域が加賀藩の流刑地として定められるに至ったきっかけは、元禄3年（1690年）に高崎半九郎ら複数の藩士が遊女を扱っていたことが摘発された事件に求められる。当時の加賀藩主前田綱紀はこの事件を受け、徒（かち）より上の武士を追放する場所がないままでは多数の士を処刑しなければならない現状を慮り、新たな流刑地の選定を要望した。そこで五箇山、特に田向村・祖山村などが「籠の渡ししか道はなく、里方へ出る脇道もない、山越えもできない悪敷き地」との理由で流刑の適地であると十村から報告があり、最終的に祖山村・田向村・猪谷村が流刑地として選定されることとなった。
これ以後、五箇山への流刑は加賀藩内で定着し、能登島への遠島よりも更に罪の重い者が送られる地として位置づけられていた。流刑地としては通行に籠の渡しを必要とする庄川東岸の小原・猪谷・田向・嶋・籠渡・大崩島・祖山7ヵ村が用いられ、最も多い時には20名の流刑人が送られたという。藩政期を通じて、お小夜節を伝えたお小夜（小原村）、加賀騒動の原因と目された大槻伝蔵（祖山村）、著名な史家富田景周の弟彦左衛門（嶋村）、といった様々な人物が五箇山に流されている。
五ヶ山への流刑制度は、明治元年（1868年）3月の大赦令をもって終わりを迎えた。大赦令を受けた加賀藩は「能登海島・五箇山」の流人をことごとく許し、五箇山では当時流刑中であった9名が自由の身となった。以後、流刑にかかわる物品も失われていったが、後述する流刑小屋などが残されている。

## 五箇山の流刑小屋
五箇山の流刑屋敷は村はずれに3、4箇所ほどずつ置かれ、流刑人が小屋入りすると屋敷地の年貢銀が免租とされた。田向村に流刑とされた上田戸左衛門が乱心を起こした後、宝暦10年（1760年）に初めて御縮小屋が建てられた。
更に安永6年（1777年）に祖山村に流刑となった鈴木初右衛門のため御縮小屋が建てられることになると、村役人衆と藩役人が協議の上九尺二間の寸法となり、これが以後の基準となった。田向村に唯一現存する流刑小屋も、九尺二間の寸法で作成されたものである。
また、御縮小屋には食事認小屋が付属しており、食事の用意と小屋内での挙動を見張る番人が2人がいた。番人には番人給が与えられたことから、百姓にとってもよい稼ぎ場であったが、大槻騒動によって多数の処罰者を出した祖山村では誰もが番人を請け負いたがらなくなっていた。安永6年（1777年）に鈴木初右衛門が祖山村に流刑となった時も番人を引受ける者がおらず、村側が要求した給銀や人数の増加を認めることによってようやく番人が決められたと伝えられる。
農民の立場が弱い封建社会にあって、農村側の反抗的な態度を加賀藩が認めざるを得なかったのは、流刑という特殊な事例にかかるものであったが故であると評されている。

## 田向の流刑小屋
田向に現存する流刑小屋は、明和年間に田向集落で大火が起こった後に新築されたものと伝えられている。流刑制度の廃止後は物置に利用されていたが、やがて唯一残った流刑小屋として注目されるようになった。しかし経年劣化が進んでいたことに加え、昭和38年（1963年）のいわゆる三八豪雪によって流刑小屋は一度倒壊してしまった。
そこで古い書図面（設計書）に基づいて原寸の通り復元することが計画され、昭和40年（1965年）に復元が完成すると、同年10月1日に平村の文化財に指定された。腐食材の取替によって元の資材はほとんど残っていないが、食事の差し入れ口を設けた柱のみは倒壊前のものがそのまま用いられている。

## 近隣情報
- 五箇山荘（五箇山温泉）
- 田向光明寺
- 羽馬家住宅

いずれも同じ田向集落内にあり、徒歩数分で行き来できる。また、上梨白山宮・円浄寺・村上家住宅などを有する上梨集落は庄川を挟んですぐ対岸にあり、こちらもで徒歩で行き来できる距離である。